# Charlotte Felicitas von Braunschweig-Lüneburg

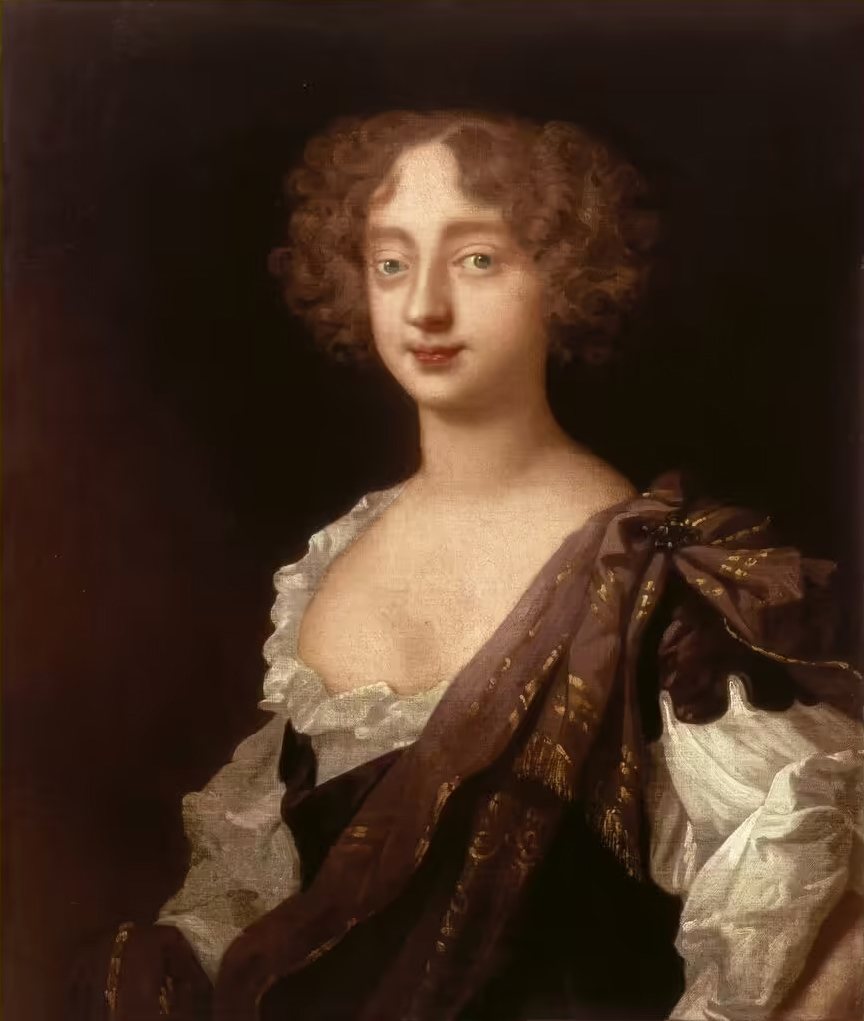
Charlotte Felicitas von Braunschweig-Lüneburg

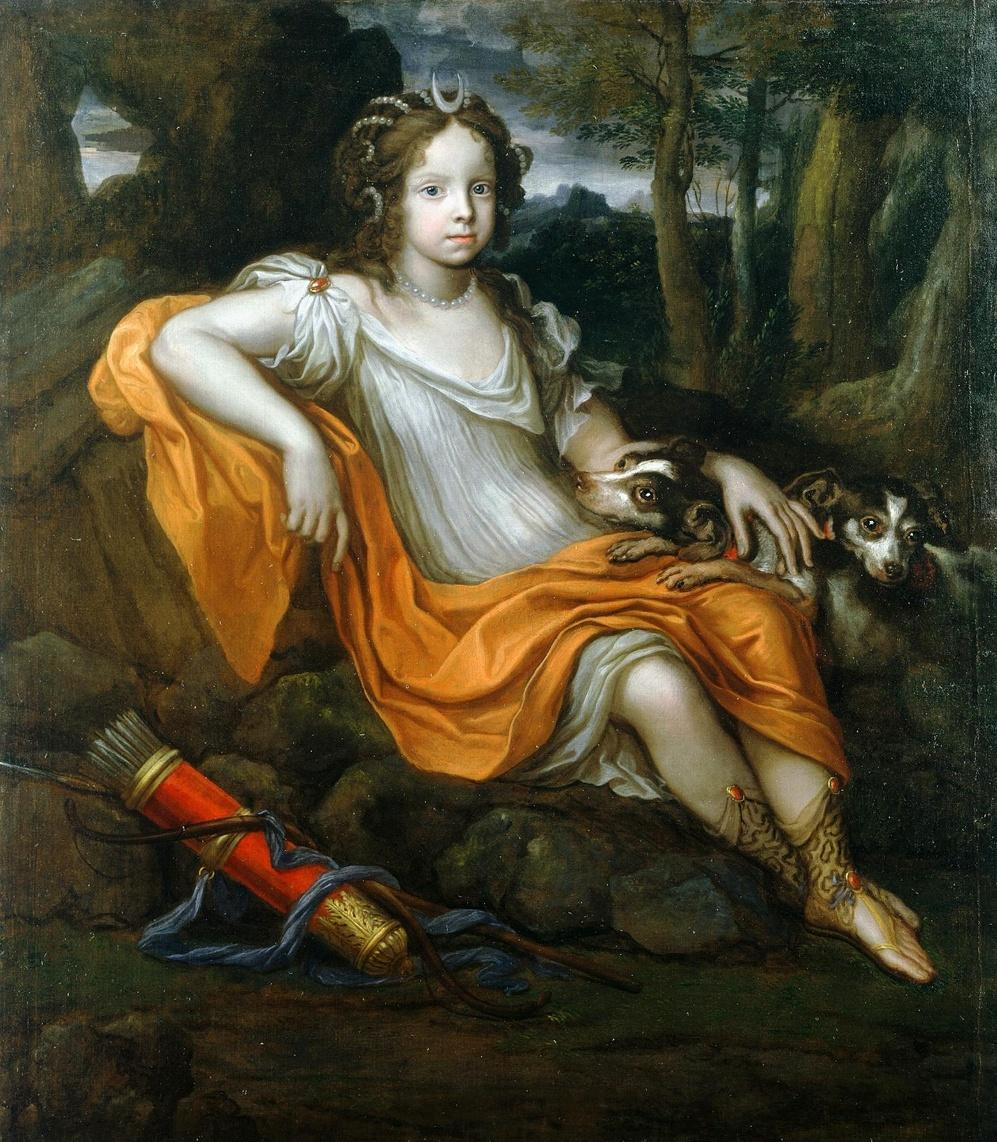
Charlotte Felicitas von Braunschweig-Lüneburg als Diana von Jean Michelin.

Charlotte Felicitas von Braunschweig-Lüneburg (* 8. März 1671 in Hannover; † 29. September 1710 in Modena) war eine Tochter des Herzogs Johann Friedrich von Braunschweig-Calenberg und dessen Gemahlin Benedicta Henriette von der Pfalz.

## Leben
Charlotte wurde auf Schloss Herrenhausen in Hannover geboren. Ihr Vater war für kurze Zeit Fürst von Lüneburg sowie von 1665 bis 1679 Fürst von Calenberg. Ihre Eltern waren seit 1668 verheiratet. 
Sie hatte zwei jüngere Schwestern: Henriette Marie (1672–1757) und Wilhelmine Amalie (1673–1742), die Ehefrau von Kaiser Joseph I.
Charlotte heiratete am 11. Februar 1696 den 16 Jahre älteren Herzog von Modena und Reggio, Rinaldo d’Este, in Modena. Im Zuge des spanischen Erbfolgekriegs floh das Ehepaar 1702 nach Bologna, um den französischen Truppen zu entkommen. Erst am 7. Februar 1707 konnten sie zurückkehren.
Charlotte starb im Palazzo Ducale (Modena) nach der Geburt einer Tochter im September 1710. Auch das Kind überlebte nicht.

## Nachkommen
Aus ihrer Ehe hatte Charlotte sieben Kinder: 
- Benedetta d’Este (* 18. August 1697; † 17. September 1777);
- Francesco III. d’Este (1698–1780), Herzog 1737, ⚭ 1720 Charlotte d’Orléans (1700–1761), Tochter des Herzogs Philipp II. von Orléans, Regent von Frankreich;
- Amalia d’Este (* 28. Juli 1699; † 5. Juli 1778);
- Gianfrancesco d’Este (* 1. September 1700; † 24. April 1727);
- Enrietta d’Este (* 27. Mai 1702; † 30. Januar 1777)

⚭ 5. Februar 1728 Antonio Farnese (1679–1731), Herzog von Parma
⚭ 2. September 1740 Leopold von Hessen-Darmstadt (1708–1764)
- Clemente d’Este (* 20./23. April 1708; † 23. April 1708)
- Tochter (* September 1710).